# Liste des évêques de Burlington
Cette page présente la liste des évêques de Burlington.
Le diocèse de Burlington (Dioecesis Burlingtonensis) est un diocèse catholique américain dont le siège est à Burlington dans le Vermont, créé le 29 juillet 1853, par détachement de celui de Boston.

## Sont évêques
- 29 juillet 1853 - † 3 novembre 1899 : Louis de Goesbriand (Louis Joseph Marie Théodore de Goesbriand), né dans le diocèse de Troyes, prêtre du diocèse de Saint-Paul (Minnesota)
- 3 novembre 1899-  † 22 décembre 1908 : John Michaud (John Stephen Michaud), auparavant coadjuteur (1892)
- 22 décembre 1908 - 8 janvier 1910 : siège vacant
- 8 janvier 1910 - † 31 mars 1938 : Joseph Rice (Joseph John Rice)
- 30 juillet 1938 - 11 novembre 1944 : Matthew Brady (Matthew Francis Brady), nommé évêque de Manchester (New Hampshire).
- 11 novembre 1944 - † 3 novembre 1956 : Edward Ryan (Edward Francis Ryan)
- 29 décembre 1956 - 14 décembre 1971 : Robert Joyce (Robert Francis Joyce), auparavant évêque auxiliaire (1954)
- 14 décembre 1971 - 18 février 1991 : John Marshall (John Aloysius Marshall), nommé évêque de Springfield (Massachusetts)
- 6 octobre 1992 - 9 novembre 2005 : Kenneth Angell (Kenneth Anthony Angell), auparavant évêque auxiliaire de Providence (Rhode Island)
- 9 novembre 2005 - 6 novembre 2013 : Salvatore Matano (Salvatore Ronald Matano), auparavant coadjuteur (2005), nommé évêque de Rochester (New York)
- 6 novembre 2013 - 22 décembre 2014 : siège vacant
- 22 décembre 2014 - 22 juin 2023 : Christopher Coyne (Christopher James Coyne), auparavant évêque auxiliaire d'Indianapolis (Indiana), nommé archevêque coadjuteur de Hartford.
- 22 juin 2023 - 6 mai 2024 : siège vacant
- depuis le 6 mai 2024 : John J. McDermott, auparavant administrateur apostolique du diocèse.

## Évêques liés au diocèse
- Louis E. Gelineau, prêtre de Burlington, évêque de Providence (Rhode Island) (1971-1997)
- Alexander Christie, né dans le diocèse, prêtre de Saint-Paul (Minnesota), évêque de l'île de Vancouver (actuel Canada) (1898-1899) puis archevêque d'Oregon City (1899-1925)

## Sources
- Fiche du diocèse sur le site Catholic-Hierarchy.org